# Arctocephalus forsteri
El lobo marino de Nueva Zelanda o lobo marino del sureste (Arctophoca fosteri) es una especie de mamífero pinnípedo de la familia de los otáridos que habita en la costa meridional de Australia y en la Isla Sur de Nueva Zelanda, así como en pequeñas islas al sudeste de la misma. Su nombre común en maorí es kekeno.
En la costa del Estrecho de Cook, en la Isla Norte cerca de Wellington se pueden encontrar colonias de machos. La especie tiene dos nombres comunes porque las colonias de Australia y de Nueva Zelanda no se mezclan. Aunque ambas poblaciones muestran algunas diferencias genéticas, sus morfologías son muy similares y por tanto se los considera una misma especie.    
Este animal fue muy cazado justo después del descubrimiento europeo de Nueva Zelanda, hasta finales del siglo XIX. La población del lobo marino de Nueva Zelanda cayó por debajo del 10% del número original. En Nueva Zelanda, el lobo marino se encuentra protegido bajo el Acta de Protección de Mamíferos Marinos en 1978. 

## Descripción
Se ha informado que los machos alcanzan los 160 kg; su peso promedio es de aproximadamente 126 kg. Los machos pueden medir 2 m de largo. Las hembras pesan entre 30 y 50 kg en promedio y pueden medir hasta 1,5 m. Los cachorros recién nacidos pesan de 3,3 a 3,9 kg en promedio y miden entre 40 y 55 cm de largo. A los 290 días de edad, los machos pesan aproximadamente 14,1 kg y las hembras pesan aproximadamente 12,6 kg. Al igual que otros otáridos, tienen orejas externas y aletas traseras que giran hacia adelante, lo que los distingue visiblemente de los fócidos. Tienen una nariz puntiaguda con bigotes largos y pálidos. Los lobos marinos están cubiertos por dos capas de piel. El pelaje es marrón grisáceo en la espalda y más claro en el vientre. Algunos tienen puntas blancas en los pelos superiores más largos, lo que les puede dar una apariencia plateada.
Los científicos afirman que las llamadas "focas de las tierras altas" que alguna vez se encontraron en las islas Antípodas y la isla Macquarie son una subespecie distinta con pieles más gruesas, aunque no está claro si estas focas eran genéticamente distintas.

## Distribución
La especie se encuentra en Nueva Zelanda y Australia. Se encuentra en las aguas costeras y en las islas de la costa del sur de Australia, desde la esquina suroeste de Australia Occidental hasta justo al este de la Isla Canguro en Australia Meridional, y también en el sur de Tasmania y la isla subantártica Macquarie. Se están formando pequeñas poblaciones en el Estrecho de Bass y en las aguas costeras de Victoria y Nueva Gales del Sur hasta la mitad de la costa norte. Antes de la llegada de los humanos a Nueva Zelanda, la especie se reproducía en todo el territorio continental de Nueva Zelanda y sus islas subantárticas. Ahora hay colonias establecidas y en expansión alrededor de toda la Isla Sur, en la Isla Stewart y en todas las islas subantárticas de Nueva Zelanda. También hay colonias de reproducción recién establecidas en la Isla Norte.

## Alimentación
Su dieta incluye cefalópodos, peces y aves. En Nueva Zelanda, los pulpos y los calamares constituyen la mayor parte de su dieta de cefalópodos. Se sabe que los individuos ubicados cerca del límite sur de su área de distribución comen pingüinos como parte de su dieta. Se ha analizado el contenido estomacal y se ha demostrado que incluye anchoas australianas, lenguados Paralichthyes, mixinos, lampreas, hokas, cazones y muchas otras especies.

## Reproducción

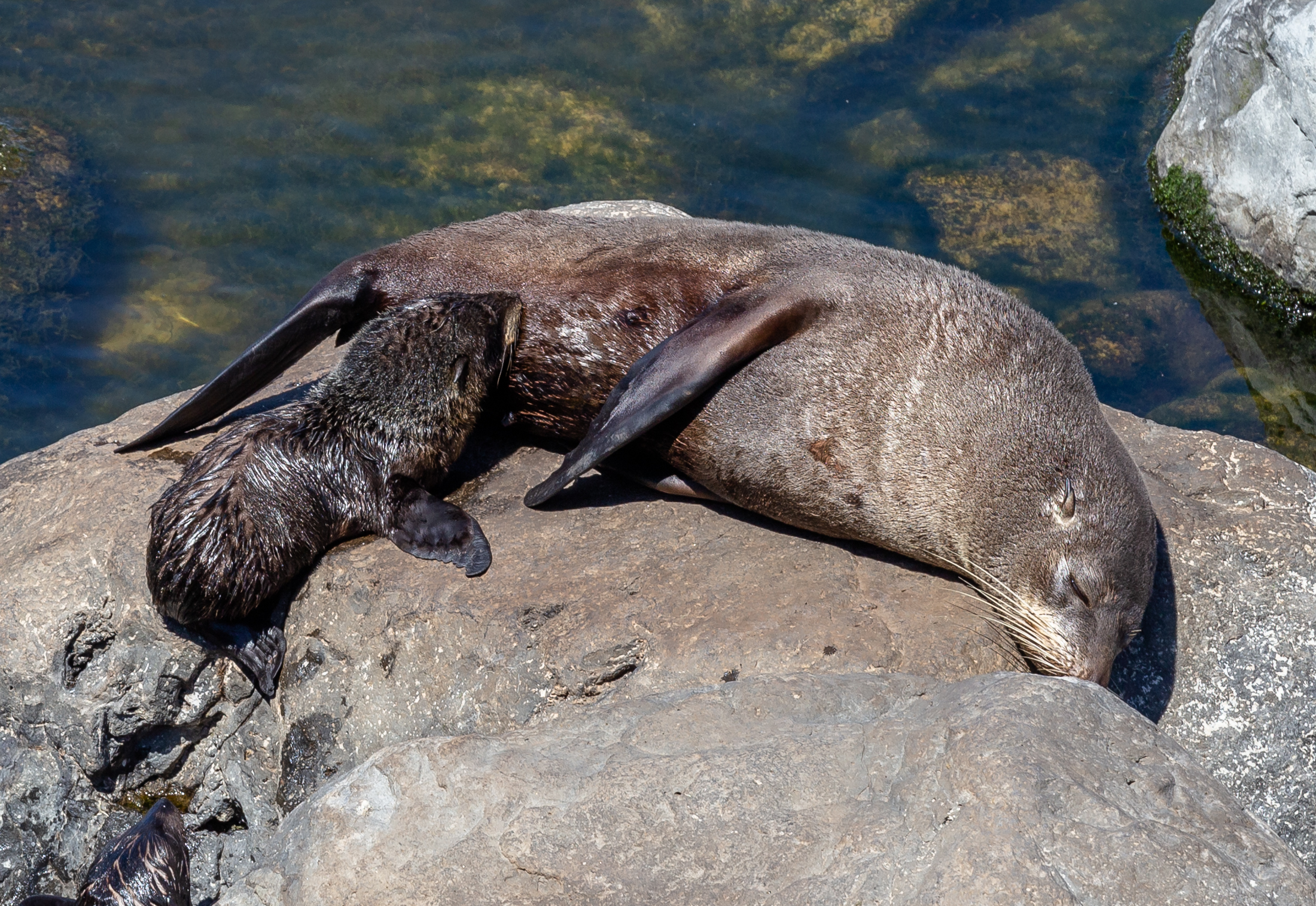
Hembra de lobo marino amamantando a su cachorro en la península de Banks.

Las hembras alcanzan la madurez sexual entre los 4 y los 6 años y los machos entre los 8 y los 10 años. Los lobos marinos son polígamos. Los machos obtienen y protegen el territorio a finales de octubre antes de que lleguen las hembras. A menudo, las hembras se aparean solo una vez al año, y esto suele ocurrir ocho días después del parto durante unos 13 minutos en promedio. Las hembras tienen un retraso en la implantación del óvulo fecundado, por lo que la implantación en la pared uterina no se produce hasta pasados 3 meses. La gestación dura 9 meses. Las hembras son más agresivas cerca del momento del nacimiento y no les gusta que se les acerquen justo después del nacimiento. Las hembras continuarán reproduciéndose hasta su muerte, que es en promedio entre los 14 y los 17 años de edad.
Las hembras llegan por primera vez a la orilla entre noviembre y enero, solo unos días antes de dar a luz, y permanecen cerca del lugar de nacimiento hasta por diez días. Cuando están cerca del trabajo de parto se vuelven muy inquietas e irritables. Al comenzar el trabajo de parto, que puede durar hasta cinco horas, se acuestan y lanzan la cabeza en el aire, estirando las aletas delanteras, levantando los cuartos traseros o moviéndose lateralmente, antes de bajar lentamente la cabeza, un proceso que repiten hasta que finalmente dan a luz. En un estudio, las observaciones del nacimiento real, a partir de la primera vez que se vio al cachorro, encontraron un promedio de 2 minutos para un parto con la cabeza primero, pero un promedio de 6.5 minutos si el cachorro salió primero con la cola. Inmediatamente después del nacimiento, la madre comienza a olfatear con frecuencia al cachorro recién nacido para identificar mejor cuándo tiene que encontrarlo después de un viaje al mar. Los cachorros son bastante maduros al nacer y dentro de los 60 minutos comienzan a mamar durante unos 7 minutos. Eventualmente el amamantamiento puede exceder los 33 minutos.